# Lycurgus van Sparta
Lycurgus was koning van Sparta.
Ook al was hij niet van koninklijken bloede, toch werd hij in 220 v.Chr. na de dood van Cleomenes III tot koning gekozen, samen met Agesipolis III. Als we Polybius mogen geloven, gebeurde dit door omkoperij: "door elk van de Eforen één talent aan te bieden werd hij ineens een afstammeling van Heracles én koning van Sparta."
Slechts korte tijd later zette hij zijn collega af en riep hij zichzelf uit tot alleenheerser, zij het onder toezicht van de Eforen. Omdat hij op de troon zat bij de gratie van de politieke fractie die voorstander was van de Aetolische Bond, ging hij in 219 bereidwillig in op de voorstellen van Machatas om Philippus V van Macedonië en de Achaeïsche Bond de oorlog te verklaren. Na een paar aanvankelijke successen, beging hij ook een paar ernstige flaters, ontsnapte ternauwernood aan een aanslag, en werd er door Eforen zelfs valselijk beschuldigd van poging tot muiterij, waarna hij zich genoodzaakt zag naar Aetolia te vluchten. In 217 zagen de Eforen echter in dat hun aanklacht ongegrond was, en riepen hem terug. 
Lycurgus stierf ca. 210 en werd opgevolgd door Machanidas die zichzelf uitriep tot tiran van Sparta. Hij liet een zoontje na, Pelops genoemd, die in 205 vermoord werd op last van Nabis.